# رافائل بایراموف
رافائل علی اوغلو بایراموف (به ترکی آذربایجانی: Rəfael Əli oğlu Bayramov) (۱۹۵۳ - ) رهبر ارکستر اهل جمهوری آذربایجان است. وی در سال ۱۹۷۷ از کنسرواتوار دولتی حاجی‌بیف آذربایجان در رشتۀ ویولن فارغ‌التحصیل شده‌است. او در سال ۲۰۰۵ جایزۀ ویژۀ رئیس جمهور و در سال ۲۰۰۶ لقب هنرمند افتخار جمهوری آذربایجان را کسب کرده‌است.